# Tròpic de Capricorn
El tròpic de Capricorn és el tròpic de l'hemisferi sud. Està definit pels punts on els raigs del sol es troben directament a l'altura del migdia als solsticis, i en els equinoccis, el sol surt exactament per l'est i es pon exactament per l'oest. El seu equivalent nord és el Tròpic de Càncer.
Situat a l'hemisferi austral, aquest cercle imaginari de l'esfera terrestre (paral·lel) és a 23°27' de l'equador.
S'anomena de Capricorn perquè ja fa molts anys que s'adonaren que el dia del solstici, als tròpics, el Sol il·luminava el fons dels pous. En aquelles dates, a l'hemisferi sud, el Sol era a la constel·lació de Capricorn, i d'aquí deriva el seu nom.
Realment avui és a la constel·lació d'Ofiüc. Avui en diríem, doncs, tròpic d'Ofiüc.
El tròpic de Capricorn és un dels cinc grans cercles de latitud marcats als mapes de la Terra. La seva latitud és actualment 23°26′10.4″ (o 23,43622°) al sud de l'Equador, però s'està movent molt gradualment cap al nord, actualment a una velocitat de 0,47 segons d'arc, o 15 metres, per any.

## Nom
Quan aquesta línia de latitud va ser definida en els darrers segles aC, el Sol estava a la constel·lació de Capricorn en el solstici de desembre. Aquesta és la data de cada any en què el Sol arriba al zenit en aquesta latitud, la declinació més al sud que assoleix durant l'any. (A causa de la precessió dels equinoccis, el Sol apareix actualment a Sagitari en aquest solstici.)

## Geografia i medi ambient
El tròpic de Capricorn és la línia divisòria entre la zona temperada del sud al sud i els tròpics al nord. L'equivalent a l'hemisferi nord del tròpic de Capricorn és el tròpic de càncer.
La posició del tròpic de Capricorn no és fixa, sinó que canvia constantment a causa d'una lleugera oscil·lació en l'alineació longitudinal de la Terra amb relació a la seva òrbita al voltant del Sol. La inclinació axial de la Terra varia durant un període de 41.000 anys de 22,1 a 24,5 graus i actualment resideix en uns 23,4 graus. Aquesta oscil·lació significa que el tròpic de Capricorn està actualment a la deriva cap al nord a una velocitat de gairebé mig segon d'arc (0,468 ") de latitud, o 15 metres, per any (estava exactament a 23° 27'S el 1917 i estarà a 23° 26'S el 2045). Per tant, la distància entre el cercle polar àrtic i el tròpic de Capricorn és essencialment constant en moviment conjuntament.
Hi ha aproximadament 10 hores i 41 minuts de llum durant el solstici de juny (hivern de l'hemisferi sud). Durant el solstici de desembre (estiu de l'hemisferi sud), hi ha 13 hores i 35 minuts de llum diürna. La longitud del tròpic de Capricorn a 23°26′11.7″S és de 36.788 km.

### Àfrica

Mapa del món que mostra el tròpic de Capricorn

Relació de la inclinació axial de la Terra (ε) amb els cercles tropicals i polars

A la major part d'aquest cinturó del sud d'Àfrica, un mínim de pluges estacionals és fiable i l'agricultura és possible, tot i que els rendiments lluiten per competir, per exemple, amb la conca del Mississipi, fins i tot amb fertilitzants del sòl semblants. S'han embassat amb èxit els rius que provenen particularment de les zones de precipitació en relleu (altes eminències) i els de la vora de la Gran Vall del Rift, com el Zambezi, molt dins dels tròpics. Això, amb sòls al·luvials o enriquits, permet un cultiu de gra de rendiment substancial en zones amb bon sòl. A tota aquesta gran regió està molt estesa l'agricultura de pastura, on intensiva, breu i rotativa ajuda a fertilitzar i estabilitzar el sòl, evitant l'escorrentia i la desertització. Aquest enfocament és tradicional per a moltes tribus i promogut per assessors governamentals com Allan Savory, un biòleg, granger, ramader de caça, polític i consultor internacional nascut a Zimbabwe i cofundador del Savory Institute. Segons la divulgació de la Universitat de les Nacions Unides Our World, se li atribueix el desenvolupament de la "gestió holística" als anys seixanta i ha liderat els esforços contra la desertificació a l'Àfrica durant dècades utilitzant un enfocament contraintuïtiu per a la majoria de les economies desenvolupades d'augmentar el nombre de bestiar a les praderies en lloc de tancar-los per conservar-los. Aquestes pràctiques en aquesta àrea han tingut èxit i han guanyat generosos premis; va pronunciar el discurs principal al Dia de la Terra de la UNCCD el 2018, i més tard aquell mateix any una adreça TED (conferència), retransmesa àmpliament.
- Un rètol que marca el tròpic de Capricorn al seu pas per Namíbia
- Un monument que marca el tròpic de Capricorn al seu pas per Botswana
- Un monument al Parc Nacional Kruger, Sud-àfrica
- Un rètol que marca el tròpic de Capricorn a la regió d'Atsimo-Andrefana, Madagascar

### Austràlia
A Austràlia, les zones al voltant del tròpic tenen algunes de les precipitacions més variables del món. A l'est les plantes avançades com els arbustos amb flors i els eucaliptus i a la majoria de les bioregions les gramínies s'han adaptat per fer front a mitjans com ara arrels profundes i poca transpiració. Les zones més humides, regades estacionalment, es conreen àmpliament a pastures. Pel que fa als animals, els ocells i els marsupials estan ben adaptats. L'agricultura de conreu naturalment difícil s'especialitza en fruits secs, fruits secs i productes de consum modest d'aigua. Altres tipus són possibles donades fonts de reg fiables i, idealment, sòls enriquits amb retenció d'aigua o al·luvials, especialment blat; Les fonts de reg poc profund s'assequen molt durant i després dels anys de sequera. La Gran Serralada Divisoria de múltiples carenes aporta una precipitació en relleu suficient per fer que centenars de quilòmetres a banda i banda siguin cultivables, i els seus rius estan àmpliament embassats per emmagatzemar l'aigua necessària; això beneficia les zones poblades de Nova Gal·les del Sud i Queensland.
Darrere de l'extrem dels turons verds, lluny del Pacífic, que està subjecte a fases càlides i negatives de l'El Niño-Oscil·lació del Sud (col·loquialment, aquest és un "any/temporada d'El Niño") hi ha un paisatge blanc, vermell i groc d'entre 2.800 i 3.300 km d'ombra de pluja cap a l'oest al seu torn presenten terres de bestiar normalment àrides del Channel Country, el blanc Kati Thanda-Lake Eyre National Park, el principalment vermell Mamungari Conservation Park, després el desert de Gibson, després d'altres l'assentament de paisatge sec de Kalbarri a la costa oest i la seva resta, cap al nord. El Channel Country presenta un paisatge àrid amb una sèrie d'antigues planes inundables de rius que només flueixen de manera intermitent. Els principals rius són Georgina River, Cooper Creek i Diamantina River. En la majoria dels anys, les seves aigües s'absorbeixen a la terra o s'evaporen, però quan hi ha prou pluja a la seva àrea de captació, aquests rius desemboquen al llac Eyre, Austràlia Meridional. Un dels esdeveniments de pluja més significatius es va produir l'any 2010 quan una baixa monsònica de l'antic cicló Olga va crear un període de pluges excepcionals.
Les fases adverses d'El Niño provoquen un canvi en la circulació atmosfèrica; Les precipitacions es redueixen a Indonèsia i Austràlia, les precipitacions i la formació de ciclons tropicals augmenten al Pacífic tropical. Els vents alisis de baixa cota, que normalment bufen d'est a oest al llarg de l'equador, es debiliten o comencen a bufar des de l'altra direcció.
- Tròpic de Capricorn mentre travessa Austràlia al Mapa del món en hemisferis de Sde 1794
- Senyal de trànsit que marca el tròpic de Capricorn a Austràlia Occidental
- Monument que marca el tròpic de Capricorn al nord d'Alice Springs, Territori del Nord
- Tròpic de Capricorn a la Diamantina Developmental Road, Amaroo, Queensland, Queensland
- Pic que marca el tròpic de Capricorn a Rockhampton, Queensland (a 4 km al nord de l'actual tròpic de Capricorn)

### Sud Amèrica
A Amèrica del Sud, mentre que als cratons continentals els sòls són gairebé tan antics com a Austràlia i el sud d'Àfrica, la presència dels Andes geològicament joves i en evolució fa que aquesta regió es trobi al costat occidental dels anticiclons subtropicals i, per tant, rebi aire càlid i humit. de l'oceà Atlàntic. Com a resultat, les zones del Brasil adjacents al tròpic són regions agrícoles impressionants i productives, produint grans quantitats de cultius com la canya de sucre, i la vegetació natural de la selva tropical s'ha netejat gairebé completament, llevat d'alguns trossos restants de la selva atlàntica. Més al sud d'Argentina, les praderies temperades de la regió de la Pampa influeixen igualment en el blat, la soja, el blat de moro i la carn de boví, fent del país un dels majors exportadors agrícoles del món, semblant al paper que juga la regió de les prades al Canadà.
A l'oest dels Andes, que crea una ombra de pluja, l'aire es refreda i s'asseca encara més pel corrent fred de Humboldt que el fa molt àrid, creant el desert d'Atacama, un dels més secs del món, de manera que no existeixen glaceres entre el volcà Sajama. a 18˚30'S i Cerro Tres Cruces a 27˚S. La vegetació aquí és gairebé inexistent, encara que als vessants orientals dels Andes les precipitacions són adequades per a l'agricultura de secà.
- Monument que marca el tròpic de Capricorn al nord d'Antofagasta, Xile
- Rellotge solar al tròpic de Capricorn, Província de Jujuy, Argentina
- Rètol que marca el tròpic a Maringá, Brasil
- Marcador del tròpic a Maringá, Paranà, Brasil

## Al voltant del món
Començant al Meridià Primer i dirigint-se cap a l'est, el tròpic de Capricorn passa per 10 països:
| Coordenades                                | País, territori o oceà | Notes |
| ------------------------------------------ | ---------------------- | --- |
| 23° 26′ S, 0° 0′ E / 23.433°S,0.000°E      | Oceà Atlàntic          | |
| 23° 26′ S, 14° 27′ E / 23.433°S,14.450°E   | Namibia                | Regions Erongo, Khomas, Hardap, Khomas (un altre cop), Omaheke                                                           |
| 23° 26′ S, 20° 0′ E / 23.433°S,20.000°E    | Botswana               | Kgalagadi, Kweneng i Central                                                                                             |
| 23° 26′ S, 27° 18′ E / 23.433°S,27.300°E   | South Africa           | Província de Limpopo |
| 23° 26′ S, 31° 33′ E / 23.433°S,31.550°E   | Moçambic               | Província de Gaza i Província d'Inhambane                                                                                |
| 23° 26′ S, 35° 26′ E / 23.433°S,35.433°E   | Oceà Índic             | Canal de Moçambic |
| 23° 26′ S, 43° 45′ E / 23.433°S,43.750°E   | Madagascar             | Província de Toliara i Província de Fianarantsoa                                                                         |
| 23° 26′ S, 47° 39′ E / 23.433°S,47.650°E   | Oceà Índic             | |
| 23° 26′ S, 113° 47′ E / 23.433°S,113.783°E | Australia              | Western Australia, Northern Territory i Queensland                                                                       |
| 23° 26′ S, 151° 3′ E / 23.433°S,151.050°E  | Oceà Pacífic           | Mar de Corall · Passa just al sud de l'escull de Cato a Austràlia a les Illes del Mar del Corall                         |
| 23° 26′ S, 166° 46′ E / 23.433°S,166.767°E | Oceà Pacífic           | Passant just al nord dels Esculls de Minerva () i just al sud de Tubuai ()                                               |
| 23° 26′ S, 70° 36′ O / 23.433°S,70.600°O   | Xile                   | Regió d'Antofagasta |
| 23° 26′ S, 67° 07′ O / 23.433°S,67.117°O   | Argentina              | Província de Jujuy, Província de Salta, Jujuy (altre cop), Salta (altra cop) i Província de Formosa                      |
| 23° 26′ S, 61° 23′ O / 23.433°S,61.383°O   | Paraguay               | Departament de Boquerón, Departament del Presidente Hayes, Departament de Concepción, Departament de San Pedro i Amambay |
| 23° 26′ S, 55° 38′ O / 23.433°S,55.633°O   | Brazil                 | Mato Grosso do Sul, Paranà, i São Paulo                                                                                  |
| 23° 26′ S, 45° 2′ O / 23.433°S,45.033°O    | Oceà Atlàntic          | |

## Llocs situats al llarg del tròpic de Capricorn
Les següents ciutats i punts de referència es troben a prop del tròpic de Capricorn o el tròpic passa per elles.
| Argentina - Andes - El Chaco - San Salvador de Jujuy Austràlia - Paraburdoo, Austràlia Occidental - Newman, Austràlia Occidental - Llac Kumpupintil, Austràlia Occidental - Desert de Gibson, Austràlia Occidental - Ikuntji, Territori del Nord - Alice Springs, Territori del Nord - Amaroo, Queensland - Longreach, Queensland - Great Dividing Range, Queensland - Emerald, Queensland - Gracemere, Queensland - Rockhampton, Queensland - Cap Capricorn, Queensland Botswana - Desert de Kalahari - Khutse Game Reserve - Kule - Mahalapye | Brasil - Amambai - Araçariguama - Itaquaquecetuba - Mogi das Cruzes - Maringá - Sorocaba - Santana de Parnaíba - Aeroport Internacional de São Paulo-Guarulhos - São Paulo (Tremembé) - São Roque - Guarulhos - Taguaí - Ubatuba Xile - Desert d'Atacama - Andes - Antofagasta Madagascar - Toliara Moçambic - Inhambane - Morrumbene - Massinga | Namíbia - Walvis Bay - Swakopmund - Desert del Namib Paraguai - Concepción Sud-àfrica - Parc Nacional Kruger - Polokwane - Municipi del districte de Capricorn |

## Llista de països totalment al sud del tròpic de Capricorn
Com que la major part de la terra terrestre es troba a l'hemisferi nord, només quatre països es troben totalment al sud del tròpic de Capricorn (que contrasta amb 73, aproximadament un terç del total actual, totalment al nord del tròpic de càncer):
- Eswatini (antiga Swazilàndia)

- Lesotho

- Nova Zelanda [a]

- Uruguai